# Alfred Vaucher
Alfred Vaucher (18 maart 1887 - 22 mei 1993) was een Frans theoloog en kerkhistoricus.

## Biografie
Vaucher studeerde in Parijs. Hij deed onderzoek naar de Franse kerkgeschiedenis en was verantwoordelijk voor meer dan 1.100 publicaties, waaronder twee boeken. Hij was zelf aanhanger van de zevendedagsadventisten. Hij gaf van 1921 tot 1983 (met een onderbreking tijdens de Tweede Wereldoorlog) les aan 'Le Campus Adventiste du Salève' bij Genève, de universiteit van het genootschap.
Vaucher overleed op 106-jarige leeftijd.